# Iglesia de San Esteban (Maguncia)
La iglesia de San Esteban (en alemán: St. Stephan) es un edificio de estilo gótico que se sitúa en la colina de San Esteban del barrio alto de la ciudad de Maguncia, en el estado federado de Renania-Palatinado, Alemania.
La iglesia de San Esteban es históricamente “lugar de oración del Imperio”, aunque durante un largo periodo de tiempo ha perdido este carácter, igual que el de parroquia del barrio. El bombardeo de Maguncia de 1945 destruyó en parte la iglesia.
Desde 1973 hasta 1984 Marc Chagall realizó nueve vidrieras en la iglesia, que representan escenas del Antiguo y del Nuevo Testamento.
La reliquia de la cabeza de Santa Ana se mantuvo en Maguncia hasta 1510, cuando fue robada y llevada a Düren, también en Alemania.